# Eucelatoria eucelatorioides
Eucelatoria eucelatorioides là một loài ruồi trong họ Tachinidae.